# Guarino Guarini
Camillo Guarino Guarini (Modena, 17 gennaio 1624 – Milano, 6 marzo 1683) è stato un architetto e teorico dell'architettura italiano, oltre che trattatista, autore di opere di matematica e filosofia e sacerdote.
Formatosi a Roma, con l'esempio di Francesco Borromini, dopo vari viaggi, Guarini fu particolarmente attivo nella città di Torino, dove diventò uno dei massimi esponenti del barocco piemontese; tra le sue realizzazioni principali si ricordano la cappella della Sacra Sindone in Duomo, il palazzo Carignano e la chiesa di San Lorenzo.

## Biografia

### Giovinezza
Guarino Guarini nacque a Modena il 17 gennaio 1624 da Raimondo Guarini ed Eugenia Marescotti. Compì i primi studi insieme ai cinque fratelli nella città natale, precisamente presso la casa dei chierici regolari teatini, situata sul corso Canal Grande e immediatamente adiacente alla dimora del padre. Quello degli ordini religiosi era un ambiente saturo di fermenti scientifici che favoriva la diffusione della cultura dell'architettura; Guarini non fu affatto immune a questo influsso tanto che, seguendo le orme del fratello maggiore Eugenio, nel settembre 1639 entrò nell'Ordine dei Teatini. Il 22 ottobre 1639 si trasferì, per il noviziato, a Roma nel convento di San Silvestro al Quirinale, dove studiò fino al 1647 teologia, filosofia, matematica e architettura; l'Urbe, all'epoca, viveva un grande fervore artistico che aveva accentrato in città artisti di grande nome, quali Pietro da Cortona, Gian Lorenzo Bernini e Francesco Borromini. Fu soprattutto l'opera di quest'ultimo a giocare un ruolo decisivo nella formazione artistica del giovane Guarino, che seppur non dichiarando esplicitamente i propri debiti nei suoi confronti ebbe comunque modo di osservarne i cantieri di San Carlino alle Quattro Fontane, dell'oratorio dei Filippini e di Sant'Ivo alla Sapienza.
Nel febbraio 1645 Guarini si recò a Venezia, ospite del convento di San Nicola dei Tolentini, dove terminò con successo gli studi teologici diventando suddiacono. Tornato a Modena nel 1647, il 17 gennaio dell'anno successivo fu ordinato sacerdote e revisore dei conti della casa teatina, ufficio che a sua volta gli valse la sovrintendenza dei lavori alla nuova Casa dell'Ordine e per la chiesa di San Vincenzo, iniziata nel 1617 da Paolo Reggiani e ormai prossima al completamento e per le quali è stato ipotizzato un suo intervento progettuale. In quest'opera Guarini collaborò con l'architetto teatino Bernardo Castagnini, che gli insegnò i rudimenti della costruzione, e con Bartolomeo Avanzini, architetto ufficiale di Francesco I d'Este ed ebbe modo di completare la sua formazione con l'esperienza diretta del cantiere. I lavori si protrassero tuttavia per quattro lunghi anni, a causa delle precarie condizioni di stabilità del progetto di Avanzini ma soprattutto per via di alcuni presunti ammanchi di denaro, che alcuni ritennero ascrivibili alla condotta fraudolenta del Guarini (cassiere dell'Ordine dal 1650) e del fratello Eugenio.

### Un decennio di viaggi
Nel 1655, a soli trent'anni, viene nominato Preposito della Casa Teatina di Modena, ma a tale carica è costretto a rinunciare per le ostilità manifestate dal futuro duca d'Este Alfonso IV, a seguito del quale Guarini ritenne opportuno lasciare, seppur a malincuore, la sua città natale. Il decennio tra il 1655 e il 1666 fu caratterizzato da viaggi, forse anche fuori dall'Italia, inizialmente impegnato come docente di teologia, di filosofia e di matematica e poi anche come architetto. In tale periodo ebbe modo di maturare la conoscenza di culture architettoniche diverse.

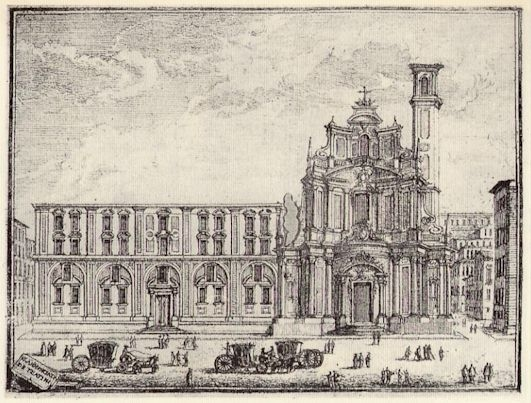
Francesco Sicuro, Chiesa della Santissima Annunziata e casa dei teatini a Messina, in Vedute e prospetti della città di Messina, 1768

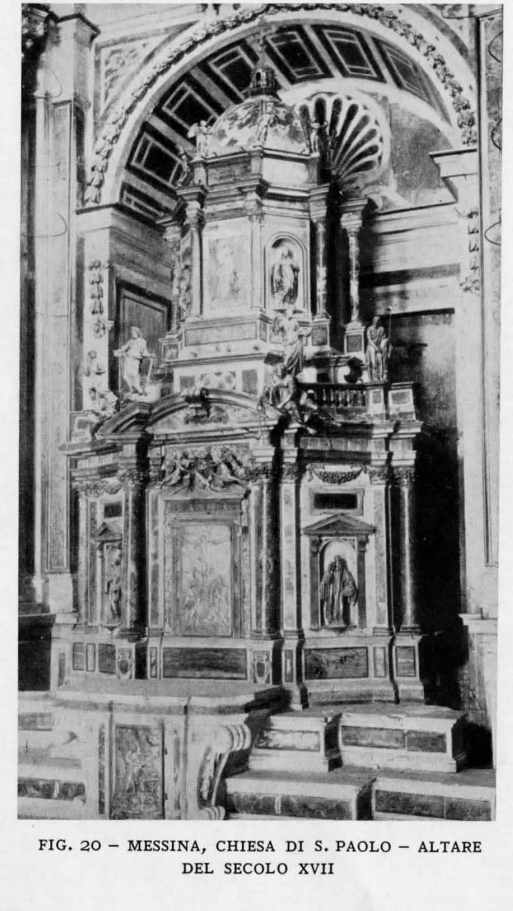
Messina, chiesa di San Paolo, altare del secolo XVII, Guarino Guarini

Per tale periodo la documentazione è molto scarsa e alla storiografia più recente appare infondata l'ipotesi di viaggi a Praga, Lisbona e Spagna. Fu sicuramente prima a Parma, poi a Guastalla, dove la sua presenza è attestata nel 1655, e per un breve di ritorno a Modena, dove forse scrisse per gli studenti del seminario la tragicommedia La Pietà trionfante. 
Nel biennio 1660-62, ma probabilmente fin dal 1657, si recò a Messina dove, oltre ad insegnare alla scuola dei Teatini, a coltivare i propri interessi matematici e letterari e a far stampare La Pietà trionfante nel 1660, si occupò di architettura. A Messina realizzò probabilmente la sua prima opera con il progetto del completamento della chiesa della Santissima Annunziata e dell'adiacente Collegio dei Teatini, costruito però successivamente. Progettò anche il completamento della Chiesa di San Filippo Neri. Tutte le costruzioni sono andate distrutte durante il terremoto del 1908.
Nel 1662, dopo una breve sosta a Modena effettuata a giugno per stare vicino alla madre morente, Guarini in autunno si recò a Parigi, ove fu incaricato di dirigere i lavori per la chiesa teatina di Sainte Anne la Royale, il cui cantiere era già stato iniziato da Maurizio Valperga. Guarini cambiò sostanzialmente il progetto e, tra molte difficoltà, realizzò, senza portarlo a compimento, l'edificio oggi perduto in quanto definitivamente demolito nel 1823. In Francia l'architetto ebbe modo di estendere le proprie conoscenze manifestando interesse per l'architettura gotica, l'opera di Mansart e per le ricerche sulla geometria proiettiva di Girard Desargues. A Parigi, inoltre, il Guarini si divise tra l'intensa attività architettonica e la redazione del volume Placita philosofica physicis rationibus experientiis, un monumentale compendio delle sue conoscenze astronomiche, filosofiche, fisiche e metafisiche; lo scritto, pubblicato a Parigi nel 1665, gli diede molta fama negli ambienti religiosi e testimonia il perdurare dei suoi studi filosofici e scientifici.

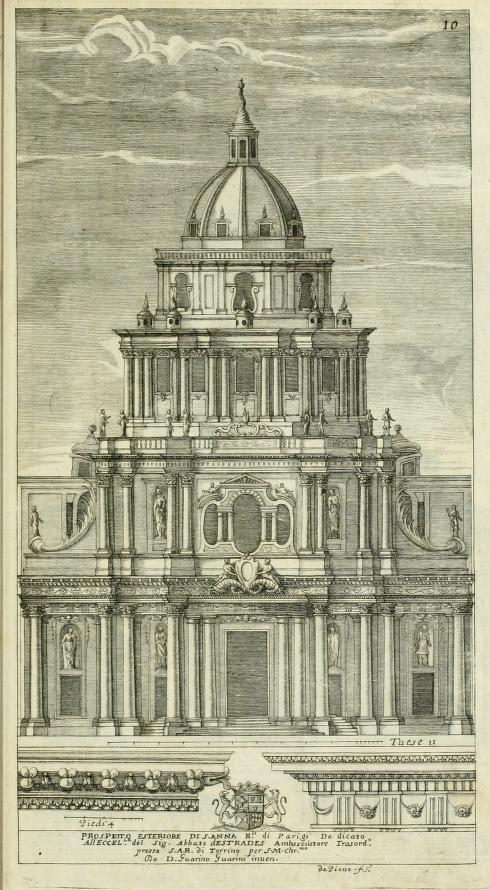
Disegno realizzato per la chiesa di Sainte Anne la Royale, a Parigi

In riferimento a due altri progetti di Guarini fuori dall'Italia, Santa Maria da Altötting a Praga e Santa Maria della Divina Provvidenza da Lisbona, entrambe non più esistenti, non è chiaro se abbiano comportato viaggi nella penisola iberica ed in centro Europa e non è certa neppure l'epoca di progettazione.

### A Torino

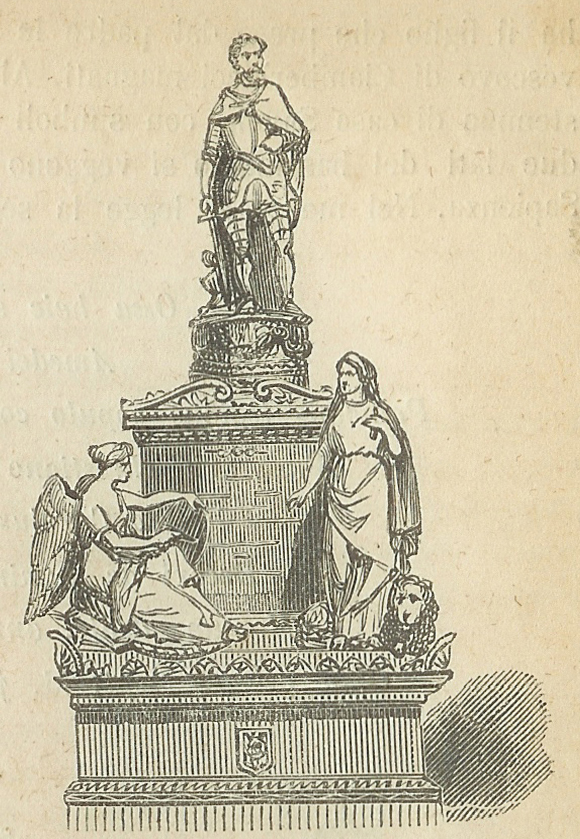
Incisione del monumento ad Emanuele Filiberto, nella Cappella del Santissimo Sudario a Torino

Guarini abbandonò Parigi e il cantiere di Sainte Anne la Royale nell'ottobre 1666, in seguito a controversie sull'andamento economico del cantiere con il confratello Camillo Sanseverino. Giunse a Torino il 4 novembre 1666, inviato dal padre generale dei teatini a dirigere i lavori di rinnovamento della chiesa di San Lorenzo. La fabbrica venne concepita a pianta centrale ottagonale, con i lati di forma convessa e con un presbiterio ellittico posto trasversalmente che introduce un asse principale nella composizione; lo spazio, al livello inferiore, è definito dalla presenza di ampie serliane che delimitano le cappelle laterali, mentre la copertura è costituita da una cupola a costoloni che si intrecciano fino a formare l'ottagono sul quale poggia la lanterna. Guarini, in ogni caso, diventò assai rapidamente torinese per vocazione, tanto che il suo nome è indissolubilmente legato alla città sabauda.

#### La Cappella della Sacra Sindone

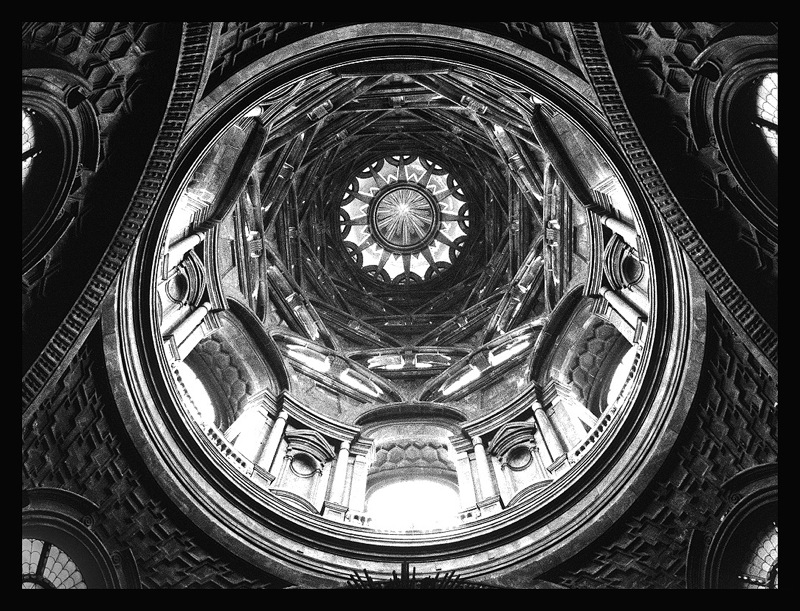
Cupola della Cappella della Sacra Sindone del Duomo di Torino.

Stabilita un'immediata intesa con i Savoia, il Guarini venne investito il 19 maggio 1668 della patente di «Ingegnere per la Fabbrica della Cappella del Santissimo Sudario con tutti gli onori […] e con lo stipendio di lire mille d'argento a soldi venti cadaun anno da cominciarsi a principio di gennaro dell'anno corrente». Già nel secolo addietro Pellegrino Pellegrini e Carlo di Castellamonte avevano progettato una cappella per la custodia e l'ostensione della Sacra Sindone; l'incarico venne poi affidato nel 1657 all'architetto ticinese Bernardino Quadri, il cui progetto tuttavia fu prontamente scartato per alcune difficoltà di natura tecnica. Guarini realizzò una cappella collocata nella parte absidale del Duomo di Torino a contatto con il Palazzo Reale. Sul corpo cilindrico innestò tre pennacchi che reggono il tamburo dove sei finestroni si alternano a nicchie convesse; la stessa cupola è definita da costoloni che si intrecciano frantumando la superficie della cupola e dalla luce diffusa per mezzo di numerose finestre che emergono curiosamente all'esterno della struttura, dove il tamburo è chiuso da una linea sinuosa che racchiude i finestroni. Di grande originalità il coronamento ottenuto mediante la progressiva diminuzione degli elementi concentrici utilizzati. Nel 1997 la costruzione è stata pesantemente danneggiata da un incendio, e pertanto oggetto di un restauro ricostruttivo particolarmente difficile conclusosi nel 2018.

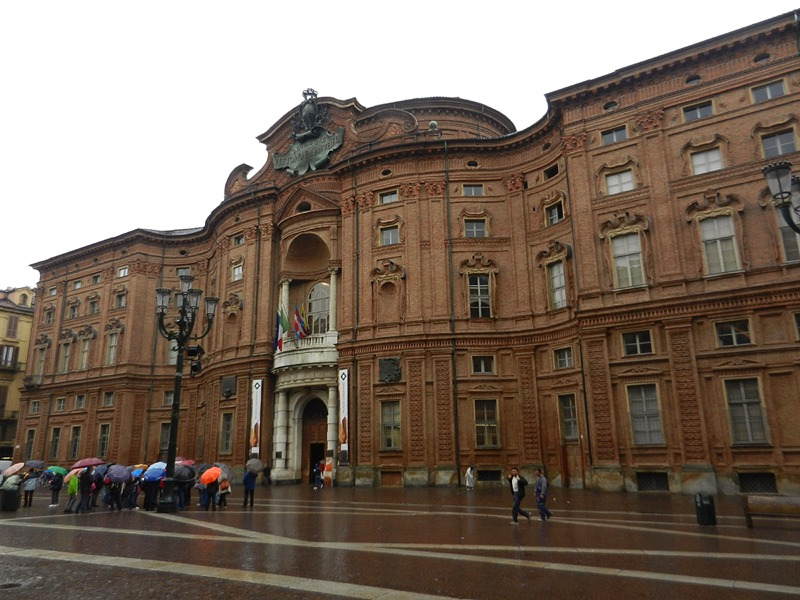
Facciata di palazzo Carignano

#### Anni di fermento
Nel 1671 Guarini effettuò un breve soggiorno nella natia Modena, con il dovere però di ritornare a Torino; a garanzia di quest'obbligazione lasciò presso la città sabauda il manoscritto dell'Euclides adauctus et methodicus mathematicaque universalis, summa delle sue ricerche in campo matematico e geometrico. Con il ritorno a Modena nel 1672 cessò improvvisamente la ferma opposizione della corte estense, tanto che Francesco II d'Este fece pressione sull'architetto per indurlo a un rimpatrio nella città natale: Guarini, preso dai cantieri di San Lorenzo e della Sindone, tuttavia declinò l'offerta, continuando a prestare servizio presso la corte dei Savoia.
Parallelamente, nel campo dell'editoria Guarini lavorò alla stesura de Il modo di misurare le fabriche (1674), un manuale per agevolare il calcolo delle superfici e dei volumi, e della Coelestis mathematica (un compendio dei suoi studi astronomici pubblicato postumo) offrendo anche la propria collaborazione per l'impresa del Theatrum Statuum Sabaudiae. Risalgono a questo periodo anche i cantieri della chiesa dell'Immacolata Concezione e della casa teatina di San Vincenzo a Modena, entrambi aperti nel 1675, e l'incarico di ristrutturare il castello feudale di Emanuele Filiberto di Savoia Carignano a Racconigi, assegnatogli nel 1676.

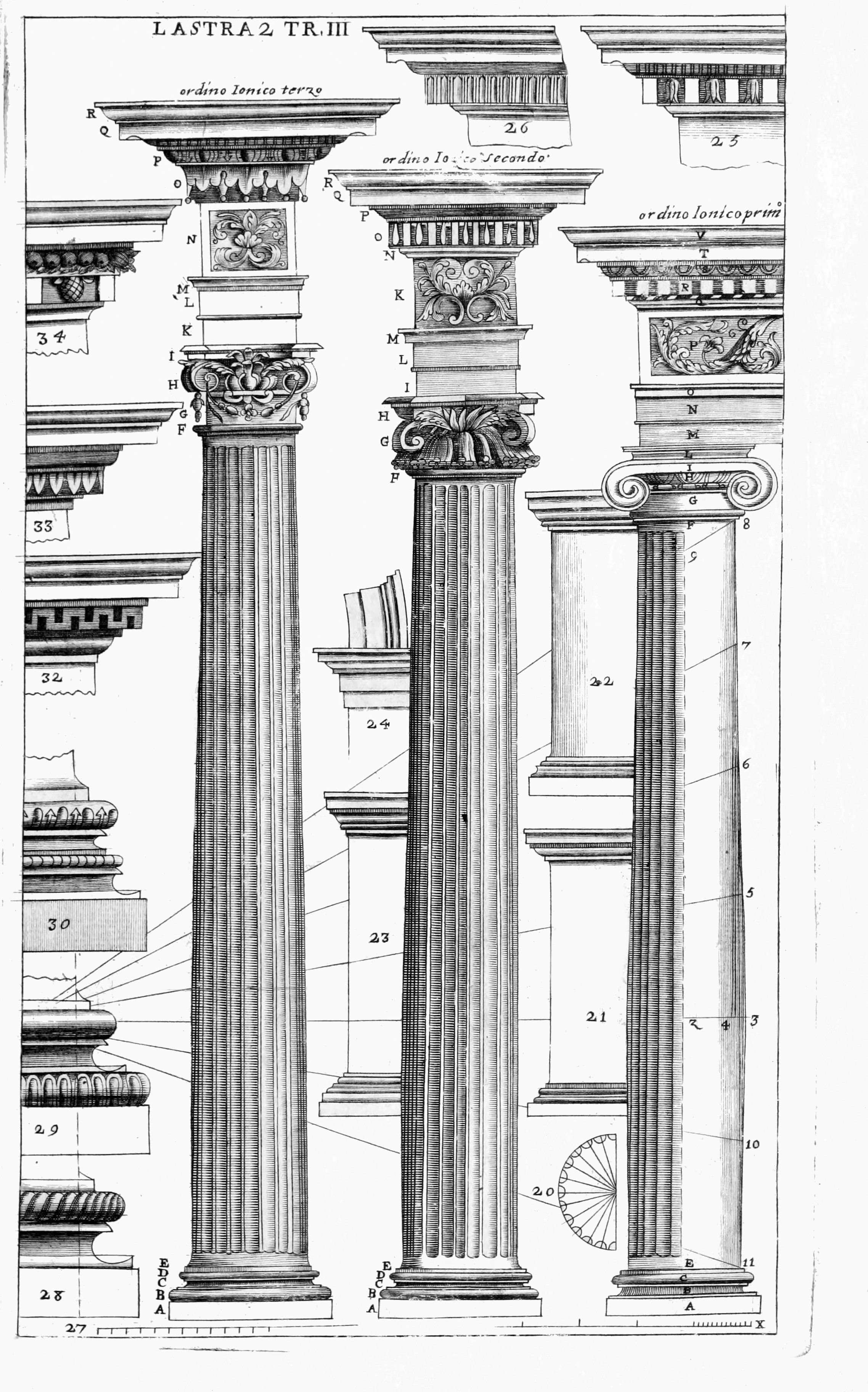
Tavola dell'Architettura civile

Siamo arrivati, intanto, al 1679, quando il Guarini fu letteralmente inondato di commissioni: in quell'anno, uno dei più fecondi e laboriosi della sua esistenza, fu infatti impegnato nella redazione dei progetti per la chiesa di San Filippo Neri a Torino, per il collegio gesuitico dei nobili in piazza San Carlo e, soprattutto, per il palazzo Carignano e palazzo Madama. Il palazzo Carignano, dalla celebre facciata a corpo centrale curvilineo, costituisce l'opera civile guariniana più importante di questo periodo: il cantiere fu avviato nell'agosto 1679, e portato a compimento solo dopo la morte del Guarini. Dal 1679 in poi sovrintese la costruzione della chiesa di San Filippo Neri, già iniziata nel 1675 su progetto di Antonio Bettino; Guarini progettò uno spazio sacro a pianta longitudinale, con tre cupole in fila sopra la navata principale.

#### Ultimi anni
Guarini, intanto, venne nominato il 9 giugno 1680 teologo della casa di Emanuele Filiberto, con una retribuzione annua di quattrocento lire: si trattava di un debito di gratitudine per la sua decennale attività al servizio dei Savoia, e per la sua abilità dimostrata nel «disegno della Capella della Sindone». Un ulteriore ritorno a Modena nel 1680 accese di nuovo il contenzioso tra Modena e Torino per assicurarsi la sua opera, fino a quando ottenne la licenza definitiva da parte della corte sabauda. Nel febbraio 1683 si recò a Milano per curare la stesura del volume Coelestis mathematicae pars prima et secunda, pubblicato postumo; sorte analoga ebbe l'Architettura civile, un trattato architettonico che illustra i principi architettonici dell'autore e documenta con incisioni anche i progetti non realizzati e gli edifici scomparsi, la cui editio princeps data al 1737. Sul piano teorico viene spesso notato come il trattato del Guarini sia una delle prime manifestazioni d'interesse per il "gotico" dopo un lungo periodo di disinteresse.
Guarino Guarini morì, in circostanze non definite, a Milano il 6 marzo 1683.

#### Scritti non architettonici

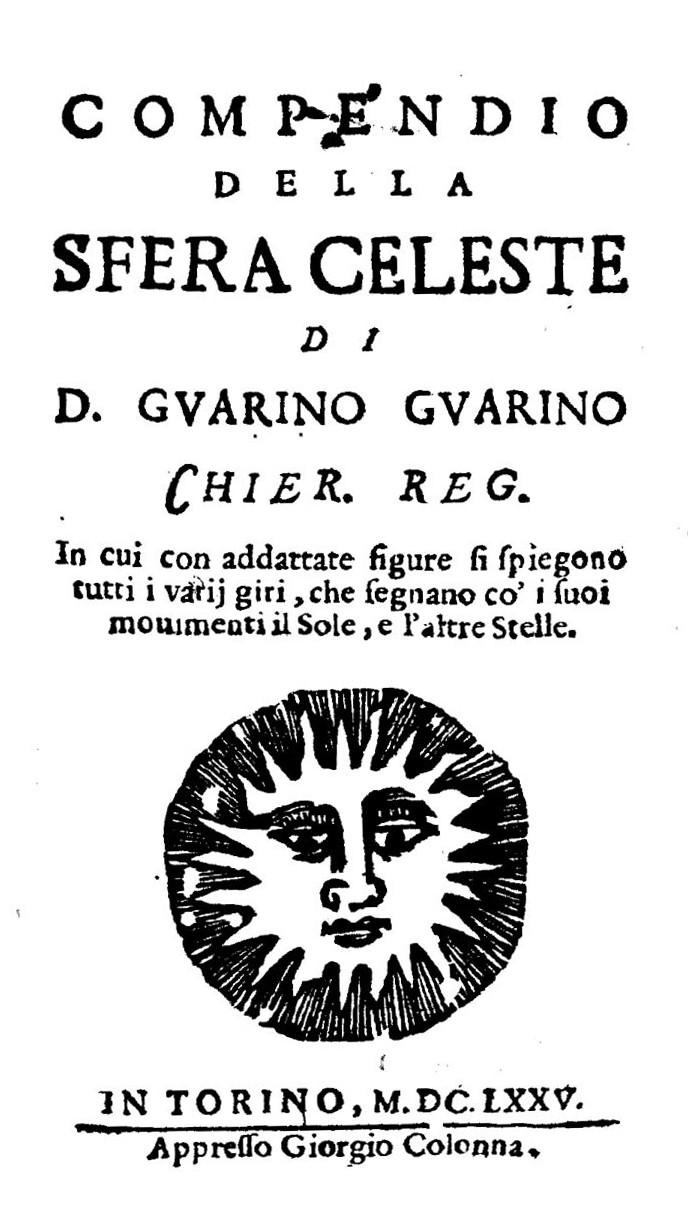
Compendio della sfera celeste, 1675

## Stile

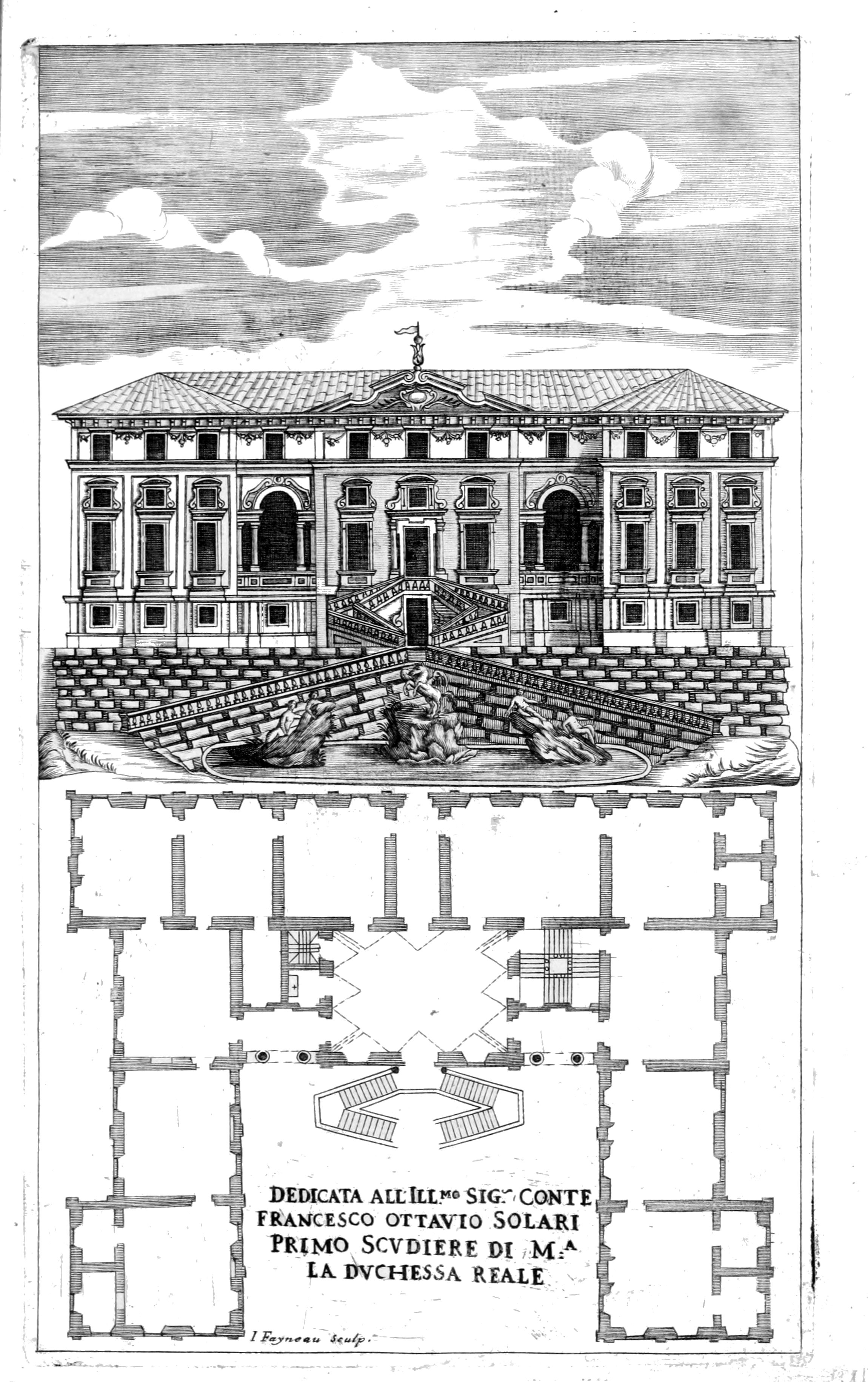
Pianta e prospetto di una villa

Mario Labò definisce lo stile di Guarino Guarini in questi termini:
Di seguito, invece, viene riportato il giudizio dello storico d'arte Giulio Carlo Argan:

## Opere

### Chiesa della Santissima Annunziata

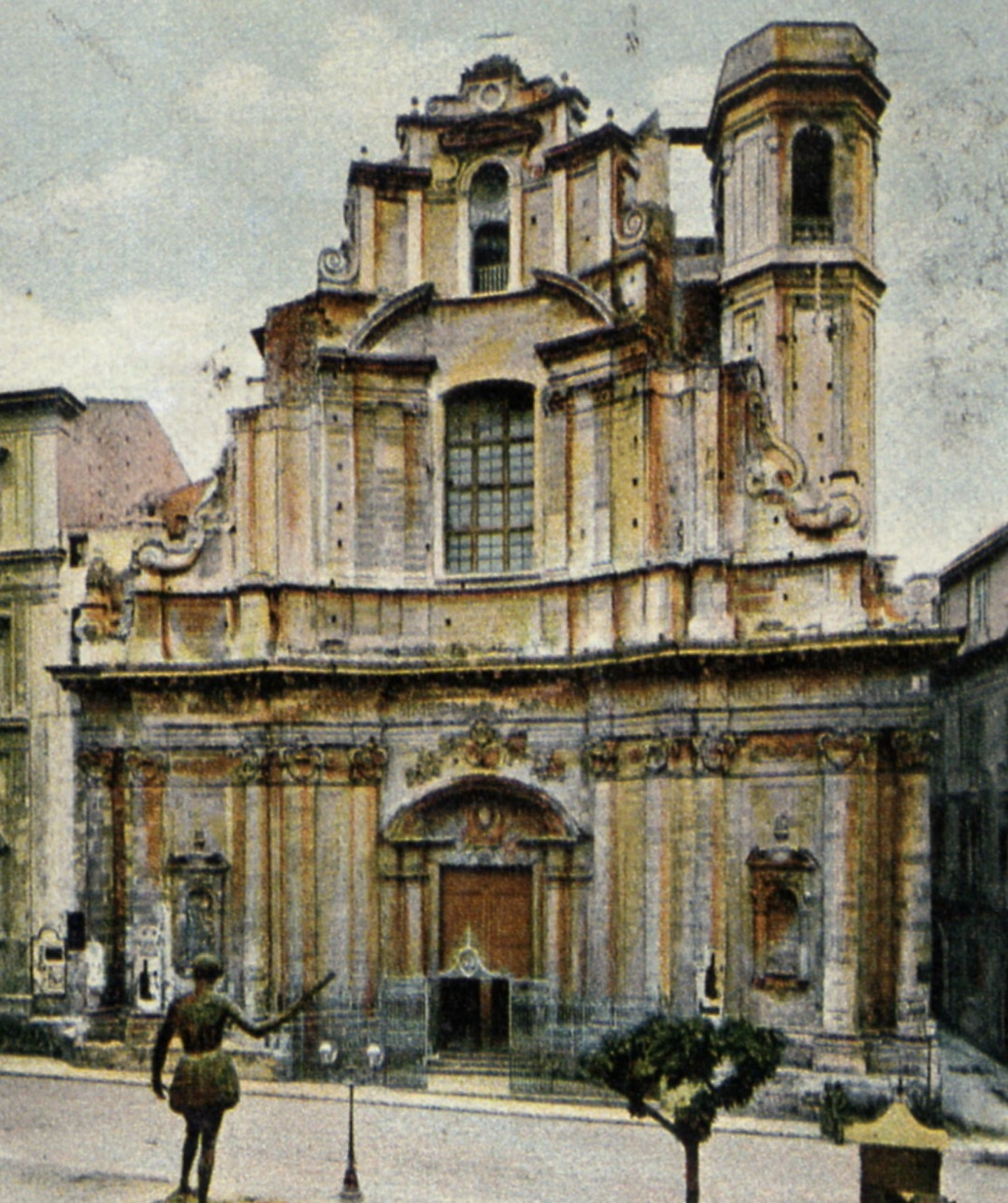
La chiesa della Santissima Annunziata a Messina

Con questo edificio messinese, che fu probabilmente la prima delle sue realizzazioni, Guarini introdusse, di fatto, il barocco in Sicilia tra molte perplessità dei contemporanei. Il progetto di Guarini dovette tener conto di un corpo preesistente da completare e dal diverso orientamento dello spazio esterno, per cui la facciata presentava un'insolita rotazione, risolta con l'introduzione di un campanile in posizione asimmetrica inserito nel cuneo che si era venuto a creare. La facciata a vari ordini sovrapposti, dalla sagoma piramidale e dalla superficie mossa farà da modello a molte chiese siciliane del XVIII secolo. L'interno della chiesa era caratterizzato da una cupola che anticipava quelle poi realizzate a Torino.
Sempre per Messina progettò la Chiesa dei padri Somaschi, a pianta esagonale, rimasta a livello progettuale e nota grazie alle incisioni del suo trattato Architettura civile: Il progetto sembra anticipare le grandi cupole nervate poi realizzate da Guarini a Torino, anche se la datazione del progetto al 1660-1662 non sembra certa e potrebbe essere da posticipare.

### Chiesa di San Lorenzo

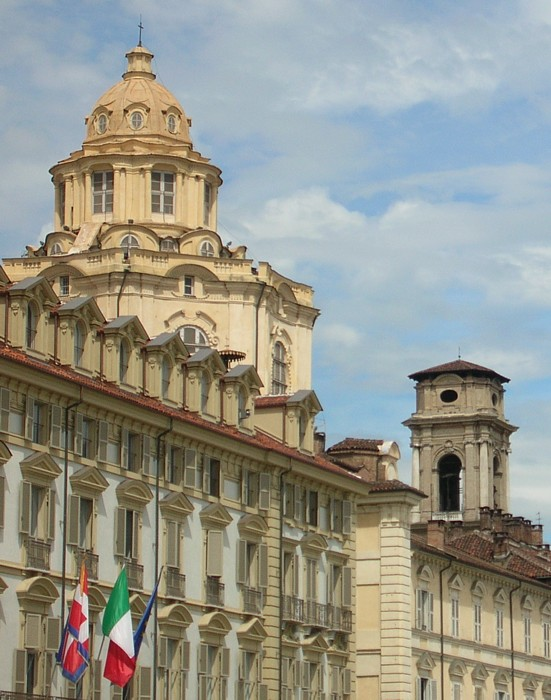
La chiesa di San Lorenzo vista da piazza Castello, Torino.

Tra il 1668 e il 1680 realizza per i Teatini la chiesa di San Lorenzo (Torino) a pianta centrale ottagonale, con i lati di forma convessa con un presbiterio ellittico posto trasversalmente che introduce un asse principale nella composizione; lo spazio, al livello inferiore, è definito dalla presenza di ampie serliane che delimitano le cappelle laterali; la copertura è costituita da una cupola a costoloni che si intrecciano fino a formare l'ottagono sul quale poggia la lanterna.

### Castello Reale di Racconigi

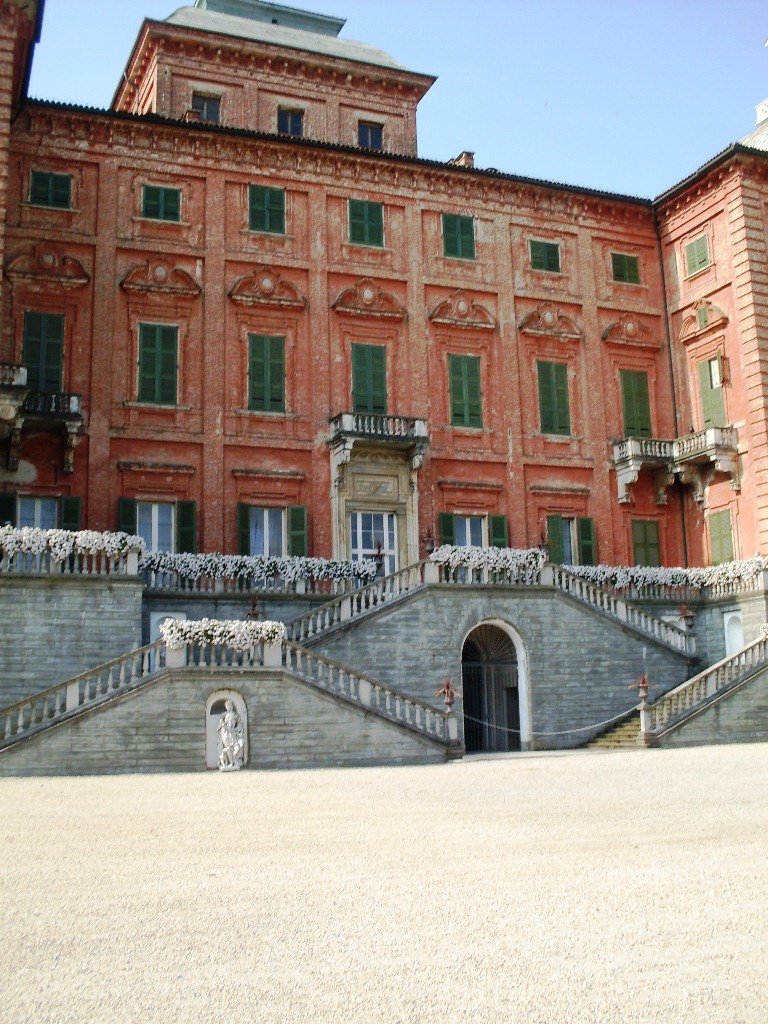
La facciata nord, verso il parco, del Castello di Racconigi.

Su richiesta di Emanuele Filiberto detto il Muto, Guarino Guarini è incaricato di compiere la prima, radicale trasformazione della fortezza medievale di Racconigi in Villa di delizie. A partire dal 1676, realizza il nuovo prospetto e lo scalone della facciata settentrionale del Castello di Racconigi e progetta l'innalzamento dei due padiglioni con copertura a pagoda. Nel 1681 invece amplia ulteriormente la residenza effettuando la copertura del cortile medioevale del castello, creando una nuova sala interna che, nel successivo rimaneggiamento settecentesco, diverrà il Salone di Ercole.
Traccia della sua opera negli interni può essere ancora oggi rinvenuta nelle sale dell'Appartamento Cinese (caminetti e cornicione) e nella Sala di Diana (caminetti).

### Palazzo Carignano

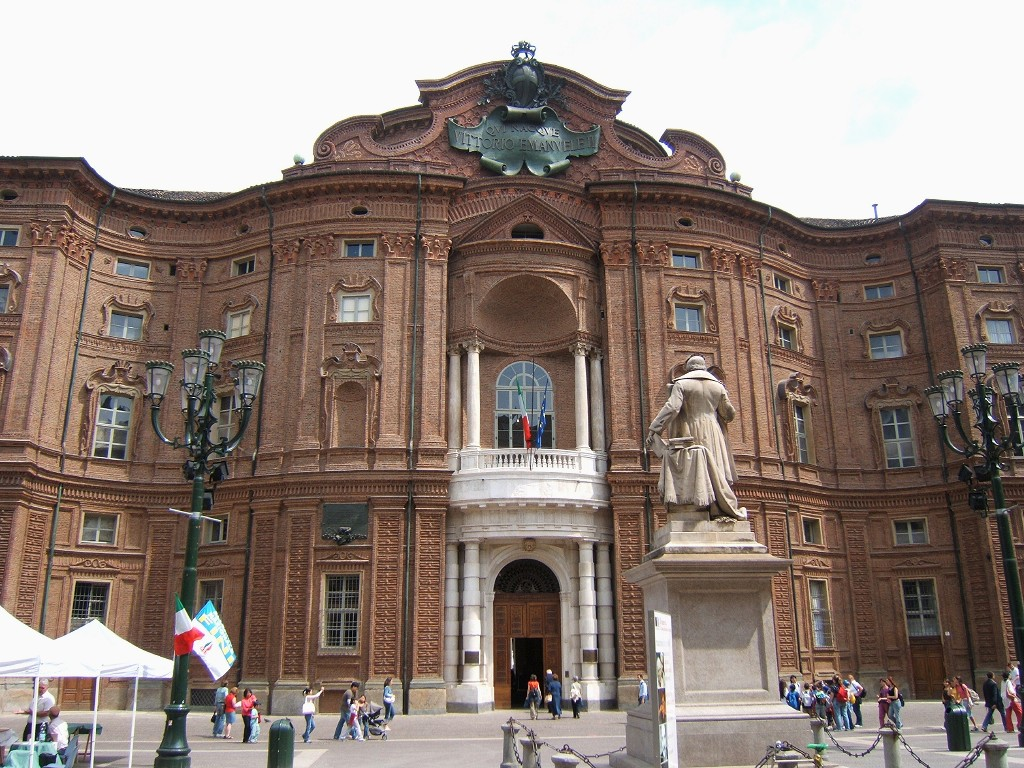
Palazzo Carignano a Torino

Del 1679 è il Palazzo Carignano basato su una pianta ad U, che presenta una monumentale facciata che alterna tratti concavi con parti convesse in una configurazione forse riconducibile ai progetti di Gian Lorenzo Bernini per il palazzo del Louvre e al Castello di Vaux-le-Vicomte, ma anche all'Oratorio dei Filippini dell'ammirato maestro Borromini, richiamato anche nella scansione con paraste della facciata e nell'uso del laterizio a vista, trattato come materia plastica e modellabile.

### Altre opere in Italia
Chiesa di Santa Maria in Araceli, a Vicenza, databile tra il 1675 ed il 1680 ed attribuita a Guarini a seguito di studi di Paolo Portoghesi, presenta una pianta a doppia ellisse in cui un anello di colonne delimitano un deambulatorio completo intorno allo spazio centrale, al cui interno si staccano quattro fusti di colonne formando un rettangolo sostenendo quattro archi su cui si appoggia una cupola a spicchi, innervata da otto costoloni.
A lui viene attribuito il progetto che portò alla costruzione nel 1687 del Palazzo Provana di Collegno a Torino e della chiesa dell'Immacolata Concezione sempre a Torino, eretta tra il 1675 e il 1697, ma l'attribuzione di quest'ultima si basa solo su elementi stilistici dell'edificio religioso, non essendovi prove documentali che ne giustifichino l'attribuzione. Anche nel caso della chiesa di Santa Maria di Loreto a Montanaro (1680) l'attribuzione si basa su elementi stilistici mentre le prove documentali, riportate da uno storico del XIX secolo, sono oggi perdute.